# Teoria da conspiração do genocídio branco

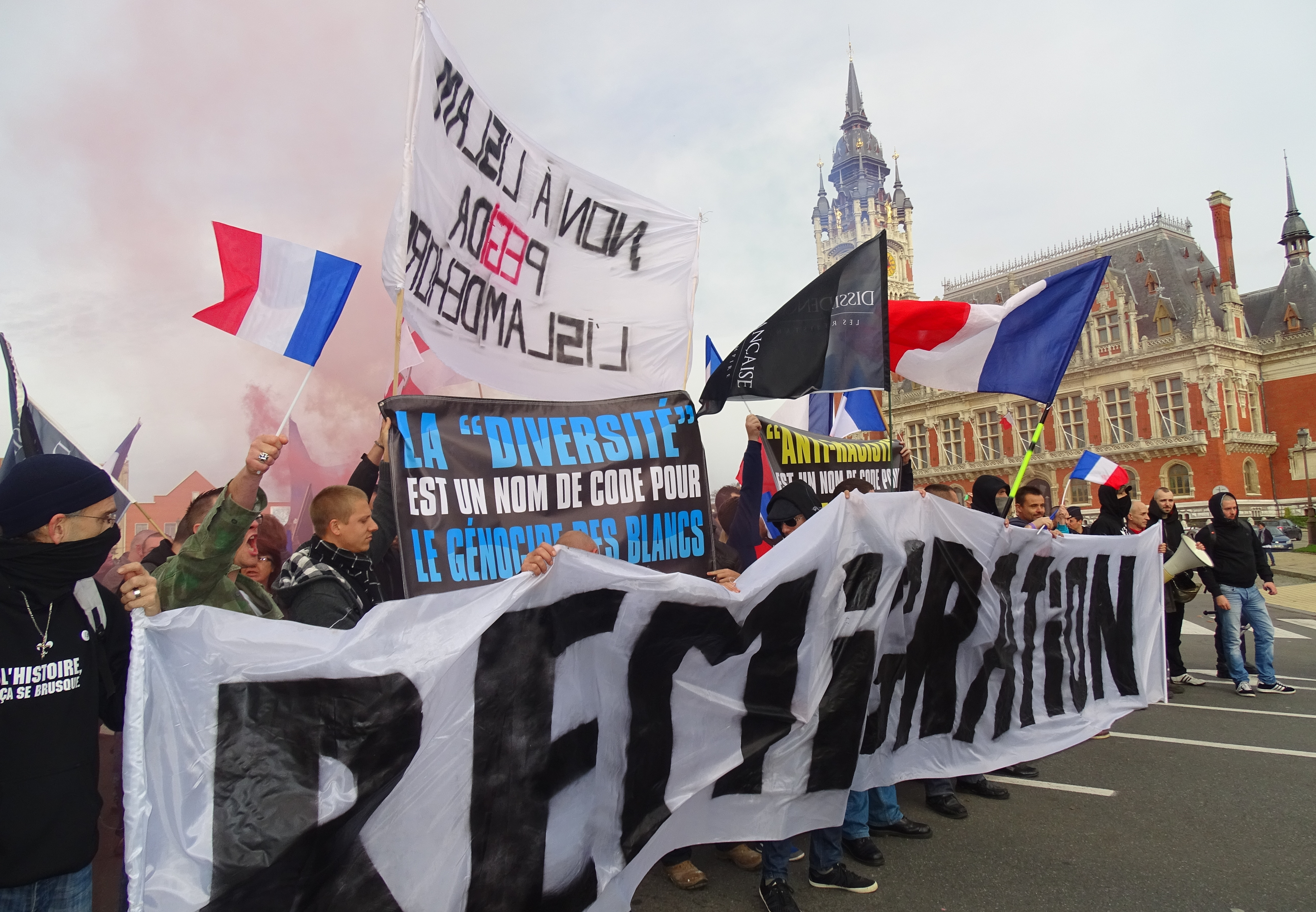
Manifestantes anti-imigração em Calais, na França, segurando uma bandeira na qual se lê "Diversidade é uma palavra de código para o genocídio branco", em 8 de novembro de 2015.

Genocídio branco é uma teoria da conspiração neonazista, alt-right, nacionalista e supremacista branca, segundo a qual imigração em massa, a integração racial, a miscigenação, as baixas taxas de fertilidade, o aborto, a violência organizada e o eliminacionismo estariam gerando um "genocídio" de brancos em países tradicionalmente de maioria caucasiana. Isso, segundo a teoria, visaria transformar tais nações em países de minoria branca e assim causar a extinção das pessoas brancas através de assimilação forçada.
A frase "Anti-racista é uma palavra de código para anti-branco", cunhada pelo líder nacionalista branco Robert Whitaker, é associada comumente com o tema do genocídio branco. Ela já apareceu em outdoors nos Estados Unidos, perto de Birmingham, Alabama, e em Harrison, Arkansas. Essa teoria da conspiração já havia sido divulgada na Alemanha Nazista em um panfleto escrito para o "Departamento de Pesquisa para a questão Judaica" do "Instituto Reich" de Walter Frank com o título "As nações brancas estão morrendo? O futuro das nações brancas e de cor, à luz das estatísticas biológicas".
A teoria foi popularizada pelo neonazista David Lane, por volta de 1995, e atualmente é usada de forma intercalada com outra teoria, a da "Grande Substituição", de Renaud Camus, que foca na população branca cristã na França. Uma das variações da teoria é divulgada por pessoas como Tucker Carlson, um jornalista da rede de notícias Fox News, que alega estar acontecendo um genocídio de fazendeiros brancos na África do Sul, onde realmente há uma alta taxa de mortes violentas nas zonas rurais mas nenhuma evidência mostraria que fazendeiros brancos sejam vítimas preferenciais ou desproporcionais.
A teoria do "genocídio branco" é considerado um mito, baseada em pseudociência, pseudo-história e ódio, impulsionada por um pânico psicológico muitas vezes relacionado a uma ansiedade infundada pela hipótese de extinção dos povos de cor branca. Não existem evidências que pessoas brancas estejam desaparecendo ou que exista algum plano em execução para exterminá-los como raça. O propósito desta teoria da conspiração seria assustar pessoas brancas e justificar a agenda política dos nacionalistas brancos para apoiar atos de violência racial contra não-brancos e minorias.